# Claude (zanger)
Claude (uitspraak: cloud) (Boma, Congo-Kinshasa, 16 september 2003), artiestennaam van Claude Kiambe is een Nederlandse zanger.

## Biografie
Kiambe vluchtte in 2013 op negenjarige leeftijd vanuit Congo met zijn moeder, drie broers en drie zussen naar Nederland. Daarna verbleven ze anderhalf jaar in het asielzoekerscentrum in Alkmaar, waar het multicultureel orkest Orchestre Partout indruk op hem maakte; hij ging steeds een beetje meer meedoen. Claude: "Zingen zit in onze familie." Ze verhuisden naar Enkhuizen, waar hij zijn havo-diploma haalde. Hij studeerde hotelmanagement maar is daarmee gestopt. Naast zijn zangcarrière was hij werkzaam in een restaurant.

### Carrière
In 2017 won hij een talentenjacht in Enkhuizen met het nummer Uit elkaar van Yes-R. In het voorjaar van 2019 nam hij deel aan het achtste seizoen van The Voice Kids met het nummer Papaoutai van Stromae. Hij strandde in de tweede ronde, 'The Battles'. In de jaren daarna deed hij onder meer mee aan de ARE YOU NEXT?-talentenjacht waar hij een platencontract bij muzieklabel Cloud 9 Music won.
De jaren daarna deed hij mee aan verschillende audities en zangwedstrijden waar hij in contact kwam met onder andere muziekproducent Arno Krabman en songwriter Joren van der Voort. Samen met hen schreef hij het Nederlands-Franse nummer Ladada (Mon dernier mot), dat eind 2022 uitkwam. Het werd een 538 Favourite en bereikte de nummer 1-positie in de Nederlandse Top 40 en Single Top 100. Hij werd bij de totstandkoming van het nummer geïnspireerd door Stromae.
In 2023 trad Claude op het popmuziekfestival Noorderslag op. In maart van dat jaar kreeg hij de 3FM Award voor Beste nieuwkomer en werd hij uitgeroepen tot 3FM Talent. Diezelfde maand volgde het nummer Layla, dat de Alarmschijf werd bij Qmusic. In april maakte hij zijn festivaldebuut op Paaspop in Schijndel, waar hij het toen nog niet uitgekomen nummer Écoute-moi ten gehore bracht.
Claude zou in april 2023 in het voorprogramma van de concerten van Stromae staan, maar deze concerten werden afgelast wegens gezondheidsredenen van de Belgische zanger. In plaats daarvan heeft Claude in het voorprogramma van Suzan & Freek in november dat jaar gestaan.
Op 5 mei 2023 trad Claude op tijdens het Bevrijdingsconcert op de Amstel. In datzelfde jaar was hij te gast in het televisieprogramma Ik hou van Holland.
Op 12 oktober 2023 trad Claude op bij de 58e editie van het Gouden Televizier-Ring Gala waarna hij de trofee Televizier-Ring Talent uitreikte aan Noa Vahle. Claude trad op 3 februari 2024 op in Rotterdam tijdens de Qmusic Top 40 Awards. Hij won de Award in de categorie "Beste Artiest" en trad op met Flemming. In maart en april 2024 deed hij zijn eerste clubtour met de naam Je m'appelle Claude.
Op 21 september 2024 was hij de hoofdgast in het tv-programma Beste Zangers. Twee maanden later verscheen zijn debuutalbum Parler français.

### Eurovisiesongfestival
In 2025 vertegenwoordigde Claude Nederland op het Eurovisiesongfestival in het Zwitserse Bazel met het nummer C'est la vie. Hij bereikte de finale en eindigde daarin op de twaalfde plek. Dit was gebaseerd op een vijfde plek bij de stemming van jury's en een gedeelde vijftiende op basis van televoting.

## Prijzen
- 2023: 3FM Award voor "Beste nieuwkomer"[23]
- 2023: 3FM Talent[24]
- 2023: Top 40 Award voor "Beste artiest"[25]
- 2024: 3FM Award voor "Beste samenwerking" (voor Vas-y (ga maar), met Suzan & Freek)[26]
- 2025: 3FM Award voor "Beste album" (voor Parler Français)[27]

## Discografie

### Albums
| Album           | Verschijnen      | Label   | Hitlijsten | Hitlijsten | Hitlijsten | Hitlijsten | Opmerkingen |
| Album           | Verschijnen      | Label   | BE (VL)    | BE (VL)    | NL         | NL         | Opmerkingen |
| Album           | Verschijnen      | Label   | Piek       | Weken      | Piek       | Weken      | Opmerkingen |
| --------------- | ---------------- | ------- | ---------- | ---------- | ---------- | ---------- | ----------- |
| Parler français | 15 november 2024 | Cloud 9 | 150        | 1          | 6          | 29         | Studioalbum |

### Singles
| Lied                                | Verschijnen      | Album           | Hitlijsten | Hitlijsten | Hitlijsten  | Hitlijsten  | Hitlijsten   | Hitlijsten   | Opmerkingen                                                                                            |
| Lied                                | Verschijnen      | Album           | BE (VL)    | BE (VL)    | NL (Top 40) | NL (Top 40) | NL (Top 100) | NL (Top 100) | Opmerkingen                                                                                            |
| Lied                                | Verschijnen      | Album           | Piek       | Weken      | Piek        | Weken       | Piek         | Weken        | Opmerkingen                                                                                            |
| ----------------------------------- | ---------------- | --------------- | ---------- | ---------- | ----------- | ----------- | ------------ | ------------ | --- |
| Ladada (Mon dernier mot)            | 21 oktober 2022  | Parler français | —          | —          | 1 (6wk)     | 30          | 1 (2wk)      | 59           | 538 Favourite / Dubbelplatina in Nederland                                                             |
| Layla                               | 30 maart 2023    | Parler français | —          | —          | 8           | 17          | 11           | 31           | Alarmschijf / 3FM Megahit / 538 Favourite / Platina in Nederland                                       |
| Vas-y (ga maar) (met Suzan & Freek) | 7 september 2023 | Parler français | —          | —          | 5           | 19          | 8            | 26           | Alarmschijf / Goud in Nederland                                                                        |
| Écoutez-moi                         | 12 januari 2024  | Parler français | —          | —          | 14          | 15          | 32           | 19           | 3FM Megahit / 538 Favourite / NPO Radio 2 TopSong                                                      |
| Parler français                     | 17 mei 2024      | Parler français | —          | —          | tip1        | —           | —            | —            | 538 Favourite                                                                                          |
| La pression                         | 23 augustus 2024 | Parler français | —          | —          | 28          | 6           | —            | —            | |
| Je t’aime (met Zoë Tauran)          | 8 november 2024  | Parler français | —          | —          | 21          | 14          | 35           | 17           | NPO Radio 2 TopSong                                                                                    |
| C'est la vie                        | 27 februari 2025 | —               | 49         | 1          | 1 (1wk)     | 16          | 2            | 19*          | Alarmschijf / 3FM Megahit / 538 Favourite / NPO Radio 2 TopSong / Inzending Eurovisiesongfestival 2025 |

### NPO Radio 2 Top 2000
| Nummers met noteringen in de NPO Radio 2 Top 2000 | '23 | '24  |
| ------------------------------------------------- | --- | ---- |
| Ladada (Mon dernier mot)                          | 646 | 528  |
| Vas-y (ga maar) (met Suzan & Freek)               | -   | 1194 |

1. ↑  Een '-' betekent dat het nummer niet was genoteerd en een vetgedrukt getal geeft de hoogste notering van een nummer aan.
2. ↑  2023 was het eerste jaar met een notering voor Claude.

1956: Jetty Paerl + Corry Brokken · 
1957: Corry Brokken · 
1958: Corry Brokken · 
1959: Teddy Scholten · 
1960: Rudi Carrell · 
1961: Greetje Kauffeld · 
1962: De Spelbrekers · 
1963: Annie Palmen · 
1964: Anneke Grönloh · 
1965: Conny Vandenbos · 
1966: Milly Scott · 
1967: Thérèse Steinmetz · 
1968: Ronnie Tober · 
1969: Lenny Kuhr · 
1970: Hearts of Soul · 
1971: Saskia & Serge · 
1972: Sandra & Andres · 
1973: Ben Cramer · 
1974: Mouth & MacNeal · 
1975: Teach-In · 
1976: Sandra Reemer · 
1977: Heddy Lester · 
1978: Harmony · 
1979: Xandra · 
1980: Maggie MacNeal · 
1981: Linda Williams · 
1982: Bill van Dijk · 
1983: Bernadette · 
1984: Maribelle · 
1986: Frizzle Sizzle · 
1987: Marcha · 
1988: Gerard Joling · 
1989: Justine Pelmelay · 
1990: Maywood · 
1992: Humphrey Campbell · 
1993: Ruth Jacott · 
1994: Willeke Alberti · 
1996: Maxine & Franklin Brown · 
1997: Mrs. Einstein · 
1998: Edsilia Rombley · 
1999: Marlayne · 
2000: Linda Wagenmakers · 
2001: Michelle · 
2003: Esther Hart · 
2004: Re-union · 
2005: Glennis Grace · 
2006: Treble · 
2007: Edsilia Rombley · 
2008: Hind · 
2009: Toppers · 
2010: Sieneke · 
2011: 3JS · 
2012: Joan Franka · 
2013: Anouk · 
2014: The Common Linnets · 
2015: Trijntje Oosterhuis · 
2016: Douwe Bob ·
2017: OG3NE · 
2018: Waylon · 
2019: Duncan Laurence · 
2021: Jeangu Macrooy · 
2022: S10 ·
2023: Mia Nicolai & Dion Cooper ·
2024: Joost Klein ·
2025: Claude
- MusicBrainz: 37c8ae6b-28ea-4717-ac57-2799366e25f5